# 麓州
麓州，辽朝时设置头下军州。
渤海国晚期设置麓州。辽太宗天显年间麓州百姓迁移到乾州司农县。麓州改为头下军州，治所不详，地望在辽宁省中南部。麓州是《武经总要》中契丹以熟女真设置的十七州之一，与其他十六州（包括荷州、铜州、铁州、卢州、兴州、郢州、崇州、海州、耀州、嫔州、定理府）一样，麓州设置于天显元年（926年）或者天显四年（929年），治所在今辽宁省中南部。